# フェデリコ・グラビッチ
フェデリコ・グラビッチ（Federico Grabich, 1993年3月26日 - ）は、アルゼンチン・サンタフェ州カシルダ出身の男子競泳選手。2015年カザン世界選手権100m自由形の銅メダリストであり、世界選手権の競泳競技でメダルを獲得した初のアルゼンチン選手でもある。100m・200m自由形のアルゼンチン記録保持者、50m・100m背泳ぎの元アルゼンチン記録保持者。

## 経歴
父セルヒオと母リリアナの下、兄弟のアグスティンと共にサンタフェ州カシルダに生まれ育った。父方の家族はクロアチア出身｡10歳の時に母の友人でもあるモニカ・ジェラルディの下で水泳を始め、15歳の時に水泳とともに行っていたバスケットボールをやめる決断をし、以降は水泳に専念した。

### 2009年ワールドカップ第1戦
2009年10月、ダーバンで開催されたワールドカップ第1戦に出場。100m背泳ぎの予選で52秒76、決勝で52秒56をマークし、2000年にパブロ・マルティン・アバル（Pablo Martín Abal）が樹立した短水路アルゼンチン記録（53秒40）を塗り替えた。この記録は2023年10月にウリセス・サラビア（Ulises Saravia）によって52秒54に塗り替えられた。

### 2009年アルゼンチン選手権
2009年12月、アルゼンチン選手権で50m・100m・200m自由形、50m・100m背泳ぎの5冠を達成し、50m・100m背泳ぎでアルゼンチン新記録を樹立した。両種目とも以前のアルゼンチン記録は自身が保持していたもので、50m背泳ぎは25秒94を25秒42に、100m背泳ぎは55秒80を54秒32に塗り替えた。この時記録した100m背泳ぎのアルゼンチン記録は2023年7月にウリセス・サラビアによって54秒08に塗り替えられた。

### 2013年世界選手権
2013年8月、バルセロナで開催された世界選手権に出場。50m背泳ぎ準決勝で25秒16のアルゼンチン新記録を樹立するも全体10位に終わり、決勝進出に0秒21届かなかった。このアルゼンチン記録は2023年9月にウリセス・サラビアによって24秒95に塗り替えられた。

### 2014年ホセ・フィンケル杯
2014年9月、グアラティンゲタで開催されたホセ・フィンケル杯（José Finkel Trophy）に出場。200m自由形でホセ・メオランスの持つ短水路アルゼンチン記録（1分45秒85）を13年ぶりに塗り替える1分45秒55をマークした。

### 2014年南アメリカ選手権
2014年10月、マル・デル・プラタで開催された南アメリカ選手権に出場。50m・100m自由形、100m背泳ぎ、4×100m・4×200mフリーリレーの金を含む計10個のメダルを獲得し、200m自由形とリレー3種目でアルゼンチン新記録を樹立する活躍を見せた。200m自由形の以前のアルゼンチン記録はホセ・メオランスの1分49秒31で、グラビッチはそれを1分49秒13に塗り替えた｡

### 2015年パンアメリカン競技大会
2015年7月、トロントで開催されたパンアメリカン競技大会に出場すると、100m自由形の予選で48秒60、決勝で48秒26、4×100mフリーリレー決勝の第1泳で48秒11と3度アルゼンチン新記録を樹立。2009年にマティアス・アギレラ（Matias Aguilera）が樹立したアルゼンチン記録（48秒99）を大幅に塗り替え、100m自由形ではサント・コンドレリ（48秒57）やマルセロ・シエリギニ（48秒80）を抑えて金メダルを獲得し、4×100mフリーリレーではメダルこそ逃したもののアルゼンチン新記録を樹立しての4位に貢献した。パンアメリカン競技大会競泳におけるアルゼンチンの金メダル獲得は、2003年サントドミンゴ大会のホセ・メオランス以来12年ぶりであり、100m自由形での金メダル獲得はホセ・メオランスに次ぐ史上2人目の快挙となった。200m自由形でも決勝で自身の持つアルゼンチン記録（1分47秒78）を1分47秒62に塗り替えたが、1分46秒42の南米新記録を樹立したジョアン・デ・ルッカ（João de Lucca）に敗れ銀メダルに終わった。

### 2015年世界選手権
2015年8月、カザンで開催された世界選手権に出場。200m自由形では準決勝において自身の持つアルゼンチン記録（1分47秒62）を塗り替える1分47秒43をマークするも全体11位に終わり、決勝進出には0秒98届かなかった。今季世界ランク4位（48秒11）として臨んだ100m自由形では、予選を全体4位の48秒48、準決勝を全体3位の48秒20で突破し、シニア世界大会において自身初となる決勝に進出した。また、この種目ではアルゼンチン初の決勝進出であり、全ての種目を含めると、2003年バルセロナ大会・2005年モントリオール大会・2007年メルボルン大会の女子400m個人メドレーのヘオルヒナ・バルダチ、1978年西ベルリン大会の男子100m・200m背泳ぎのコンラード・ポルタ（Conrado Porta）に次ぐアルゼンチン史上3人目の決勝進出となった。迎えた決勝では50mを6位で折り返すも、残りの50mをアレクサンドル・スホルコフ（25秒06）、寧沢濤（25秒08）に次ぐ25秒10で泳ぎ、自己ベスト及びアルゼンチン記録に0秒01差と迫る48秒12でフィニッシュ。寧沢濤（47秒84）、キャメロン・マケボイ（47秒95）に次ぐ3位に入り、長水路の世界選手権では男女通じてアルゼンチン初の競泳メダル、競泳以外の競技も含めると1998年福岡大会の男子オープンウォータースイミングで銅メダルを獲得したガブリエル・シャイユ（Gabriel Chaillou）に次ぐ、アルゼンチン史上2つ目の世界選手権メダルを獲得した。また、過去の主要世界大会（オリンピック・世界選手権・世界短水路選手権）競泳競技でメダルを獲得したアルゼンチン選手は、1928年アムステルダムオリンピックの男子400m自由形で金メダルを獲得したアルベルト・ソリーリャ、1936年ベルリンオリンピックの女子100m自由形で銀メダルを獲得したジャネット・キャンベル、2002年モスクワ世界短水路選手権と2004年アテネオリンピックの女子400m個人メドレーで銅メダルを獲得したヘオルヒナ・バルダチ、2002年モスクワ世界短水路選手権の男子50m自由形の金を含む計4つの世界短水路選手権メダルを獲得したホセ・メオランスしかおらず、グラビッチは主要世界大会競泳競技でメダルを獲得したアルゼンチン史上5人目の選手となった。

### 2016年南アメリカ選手権
2016年3-4月、アスンシオンで開催された南アメリカ選手権に出場。50m・100m・200m自由形、4×100mフリーリレー、混合4×100mメドレーリレーの5冠を達成したほか、200m自由形では自身の持つアルゼンチン記録を0秒04塗り替える1分47秒39をマークした。

### 2016年オリンピック
2016年8月、リオデジャネイロで開催されたオリンピックに出場。50m・100m・200m自由形の3種目に出場したが全て予選敗退に終わり、前回のロンドン大会に続いて準決勝に進出することができなかった。100m自由形は準決勝進出に0秒20届かず、200m自由形は自身の持つアルゼンチン記録に0秒02差の1分47秒41をマークするも準決勝進出に0秒26届かず、両種目とも全体22位に終わった。

### 2021年コネックス賞受賞
2021年3月、過去10年間（2010-2019年）で最も優れたアルゼンチン水泳選手と評価され、コネックス賞を受賞した。

## 人物
- 幼い頃は動物が好きだったので獣医になりたかった[31]。
- 尊敬する競泳選手は元アルゼンチン代表で世界短水路選手権チャンピオンのホセ・メオランス（英語版）[32]。
- 水泳以外で好きな選手はバスケットボールのマヌ・ジノビリ[32]。

## 世界大会の成績
世界水泳連盟のウェブサイト参照
| 年               | 大会                                      | 場所             | 種目                     | 結果             | 記録             | 泳順             | 備考             |
| アルゼンチン代表 | アルゼンチン代表                          | アルゼンチン代表 | アルゼンチン代表         | アルゼンチン代表 | アルゼンチン代表 | アルゼンチン代表 | アルゼンチン代表 |
| ---------------- | ----------------------------------------- | ---------------- | ------------------------ | ---------------- | ---------------- | ---------------- | ---------------- |
| 2006             | 世界ユース選手権 (現・世界ジュニア選手権) | リオデジャネイロ | 50m自由形                | 準決勝9位        | 23秒88           |                  |                  |
| 2006             | 世界ユース選手権 (現・世界ジュニア選手権) | リオデジャネイロ | 100m自由形               | 予選20位         | 53秒98           |                  |                  |
| 2006             | 世界ユース選手権 (現・世界ジュニア選手権) | リオデジャネイロ | 50m背泳ぎ                | 予選18位         | 28秒28           |                  |                  |
| 2006             | 世界ユース選手権 (現・世界ジュニア選手権) | リオデジャネイロ | 100m背泳ぎ               | 予選19位         | 1分00秒57        |                  |                  |
| 2006             | 世界ユース選手権 (現・世界ジュニア選手権) | リオデジャネイロ | 200m背泳ぎ               | 予選19位         | 2分12秒24        |                  |                  |
| 2006             | 世界ユース選手権 (現・世界ジュニア選手権) | リオデジャネイロ | 4x100mフリーリレー       | 予選11位         | 3分41秒33        | 1泳              |                  |
| 2008             | 世界ジュニア選手権                        | モンテレイ       | 50m自由形                | 予選21位         | 23秒91           |                  |                  |
| 2008             | 世界ジュニア選手権                        | モンテレイ       | 100m自由形               | 予選20位         | 51秒57           |                  |                  |
| 2008             | 世界ジュニア選手権                        | モンテレイ       | 50m背泳ぎ                | 5位              | 26秒39           |                  |                  |
| 2008             | 世界ジュニア選手権                        | モンテレイ       | 100m背泳ぎ               | 準決勝14位       | 57秒18           |                  |                  |
| 2008             | 世界ジュニア選手権                        | モンテレイ       | 4x100mフリーリレー       | 予選16位         | 3分33秒99        | 1泳              |                  |
| 2008             | 世界ジュニア選手権                        | モンテレイ       | 4x100mメドレーリレー     | 予選14位         | 3分57秒97        | 4泳              |                  |
| 2010             | 世界短水路選手権                          | ドバイ           | 50m自由形                | 予選21位         | 21秒91           |                  | 自己ベスト       |
| 2010             | 世界短水路選手権                          | ドバイ           | 100m自由形               | 予選22位         | 48秒20           |                  |                  |
| 2010             | 世界短水路選手権                          | ドバイ           | 50m背泳ぎ                | 予選35位         | 25秒50           |                  |                  |
| 2010             | 世界短水路選手権                          | ドバイ           | 100m背泳ぎ               | 予選31位         | 53秒83           |                  |                  |
| 2010             | 世界短水路選手権                          | ドバイ           | 200m背泳ぎ               | 予選25位         | 1分59秒42        |                  | 自己ベスト       |
| 2011             | 世界選手権                                | 上海             | 50m背泳ぎ                | 予選25位         | 26秒13           |                  |                  |
| 2011             | 世界選手権                                | 上海             | 100m背泳ぎ               | 予選37位         | 55秒93           |                  |                  |
| 2012             | オリンピック                              | ロンドン         | 50m自由形                | 予選35位         | 23秒30           |                  |                  |
| 2012             | オリンピック                              | ロンドン         | 100m背泳ぎ               | 予選41位         | 57秒94           |                  |                  |
| 2013             | 世界選手権                                | バルセロナ       | 50m自由形                | 予選40位         | 23秒00           |                  |                  |
| 2013             | 世界選手権                                | バルセロナ       | 100m自由形               | 予選30位         | 49秒87           |                  |                  |
| 2013             | 世界選手権                                | バルセロナ       | 50m背泳ぎ                | 準決勝10位       | 25秒16           |                  | アルゼンチン記録 |
| 2013             | 世界選手権                                | バルセロナ       | 100m背泳ぎ               | 予選20位         | 55秒03           |                  |                  |
| 2014             | 世界短水路選手権                          | ドーハ           | 50m自由形                | 予選37位         | 22秒10           |                  |                  |
| 2014             | 世界短水路選手権                          | ドーハ           | 100m自由形               | 予選20位         | 47秒97           |                  |                  |
| 2014             | 世界短水路選手権                          | ドーハ           | 200m自由形               | 予選35位         | 1分47秒23        |                  |                  |
| 2014             | 世界短水路選手権                          | ドーハ           | 4x100mフリーリレー       | 予選12位         | 3分14秒91        | 4泳              | アルゼンチン記録 |
| 2014             | 世界短水路選手権                          | ドーハ           | 4x200mフリーリレー       | 予選12位         | 7分13秒53        | 4泳              | アルゼンチン記録 |
| 2015             | 世界選手権                                | カザン           | 100m自由形               | 銅メダル         | 48秒12           |                  |                  |
| 2015             | 世界選手権                                | カザン           | 200m自由形               | 準決勝11位       | 1分47秒43        |                  |                  |
| 2015             | 世界選手権                                | カザン           | 50m背泳ぎ                | 予選27位         | 25秒60           |                  |                  |
| 2016             | オリンピック                              | リオデジャネイロ | 50m自由形                | 予選31位         | 22秒44           |                  |                  |
| 2016             | オリンピック                              | リオデジャネイロ | 100m自由形               | 予選22位         | 48秒78           |                  |                  |
| 2016             | オリンピック                              | リオデジャネイロ | 200m自由形               | 予選22位         | 1分47秒41        |                  |                  |
| 2017             | 世界選手権                                | ブダペスト       | 50m自由形                | 予選34位         | 22秒68           |                  |                  |
| 2017             | 世界選手権                                | ブダペスト       | 100m自由形               | 予選27位         | 49秒09           |                  |                  |
| 2017             | 世界選手権                                | ブダペスト       | 200m自由形               | 予選26位         | 1分47秒89        |                  |                  |
| 2017             | 世界選手権                                | ブダペスト       | 混合4x100mメドレーリレー | 予選9位          | 3分52秒49        | 4泳              |                  |

## 自己ベスト
世界水泳連盟のウェブサイト参照
| 種目       | 記録      | 日付           | 大会                   | 場所             | 備考               |
| 長水路     | 長水路    | 長水路         | 長水路                 | 長水路           | 長水路             |
| ---------- | --------- | -------------- | ---------------------- | ---------------- | ------------------ |
| 50m自由形  | 22秒25    | 2015年7月17日  | パンアメリカン競技大会 | トロント         |                    |
| 100m自由形 | 48秒11    | 2015年7月14日  | パンアメリカン競技大会 | トロント         | アルゼンチン記録   |
| 200m自由形 | 1分47秒39 | 2016年3月30日  | 南アメリカ選手権       | アスンシオン     | アルゼンチン記録   |
| 50m背泳ぎ  | 25秒16    | 2013年8月3日   | 世界選手権             | バルセロナ       | 元アルゼンチン記録 |
| 100m背泳ぎ | 54秒32    | 2009年12月1日  | アルゼンチン選手権     | ブエノスアイレス | 元アルゼンチン記録 |
| 200m背泳ぎ | 2分12秒24 | 2006年8月26日  | 世界ジュニア選手権     | リオデジャネイロ |                    |
| 短水路     |           |                |                        |                  |                    |
| 50m自由形  | 21秒91    | 2010年12月16日 | 世界短水路選手権       | ドバイ           |                    |
| 100m自由形 | 47秒69    | 2014年9月1日   | ホセ・フィンケル杯     | グアラティンゲタ |                    |
| 200m自由形 | 1分45秒55 | 2014年9月1日   | ホセ・フィンケル杯     | グアラティンゲタ | アルゼンチン記録   |
| 50m背泳ぎ  | 24秒60    | 2009年10月17日 | ワールドカップ         | ダーバン         |                    |
| 100m背泳ぎ | 52秒56    | 2009年10月16日 | ワールドカップ         | ダーバン         | 元アルゼンチン記録 |
| 200m背泳ぎ | 1分59秒42 | 2010年12月19日 | 世界短水路選手権       | ドバイ           |                    |